# Bohdanivka, Mașivka
Bohdanivka (în ucraineană Богданівка) este un sat în comuna Koșmanivka din raionul Mașivka, regiunea Poltava, Ucraina.

## Demografie
Componența lingvistică a localității Bohdanivka
     Ucraineană (86,36%)
     Rusă (12,5%)
     Belarusă (1,14%)
Conform recensământului din 2001, majoritatea populației localității Bohdanivka era vorbitoare de ucraineană (86,36%), existând în minoritate și vorbitori de rusă (12,5%) și belarusă (1,14%).